# Барнсвил (Џорџија)
Барнсвил (Џорџија) (енгл. Barnesville) град је у америчкој савезној држави Џорџија. По попису становништва из 2010. у њему је живело 6.755 становника.

## Демографија
Према попису становништва из 2010. у граду је живело 6.755 становника, што је 783 (13,1%) становника више него 2000. године.
| Група             | 2000.         | 2010.         |
| Белци             | 2.820 (47,2%) | 2.691 (39,8%) |
| Афроамериканци    | 2.978 (49,9%) | 3.812 (56,4%) |
| Азијати           | 20 (0,3%)     | 23 (0,3%)     |
| Хиспаноамериканци | 101 (1,7%)    | 111 (1,6%)    |
| Укупно            | 5.972         | 6.755         |